# Museum van West-Australië
Het Museum van West-Australië (Engels: Western Australian Museum, WA Museum of WAM) is het deelstaatmuseum van West-Australië. Het museum heeft zes vestigingen: het hoofdmuseum in het culturele centrum van Perth, het scheepvaartmuseum en het scheepswrakkenmuseum in Fremantle, en de regionale musea in Albany, Geraldton en Kalgoorlie-Boulder.

## Geschiedenis
In 1891 werd het 'Geological Museum' opgericht in de oude gevangenis van Perth. Het museum bood onderdak aan een aantal geologische collecties. Een jaar later werden etnologische en biologische tentoonstellingen toegevoegd. In 1897 werd het museum officieel tot 'Western Australian Museum and Art Gallery' hernoemd. Het gebouw werd het 'Perth Museum' genoemd. Het museum stelde mensen te werk om specimen allerhande te verzamelen. John Tunney reisde van 1895 tot 1909 door de staat. Hij verzamelde aanvankelijk dieren en vervolgens gereedschappen en artefacten van de Aborigines.
De botanische collectie verhuisde in 1959 naar het nieuwe 'Western Australian Herbarium'. Het museum en de kunstgalerie werden aparte instellingen. Het museum concentreerde haar collecties en onderzoeksprojecten in de domeinen natuurwetenschappen, antropologie, archeologie en de geschiedenis van West-Australië. Vanaf de jaren 1960-70 werd het museum ook betrokken bij het beheer van de toentertijd recent gevonden historische scheepswrakken en van voor de Aborigines belangrijke plaatsen.
In 1995 werd een stichting opgericht om de werking van het museum te ondersteunen. In 2018 veranderde de stichting van naam en werd de 'Foundation for the WA Museum'.

## Museumlocaties

### WA Museum Boola Bardip

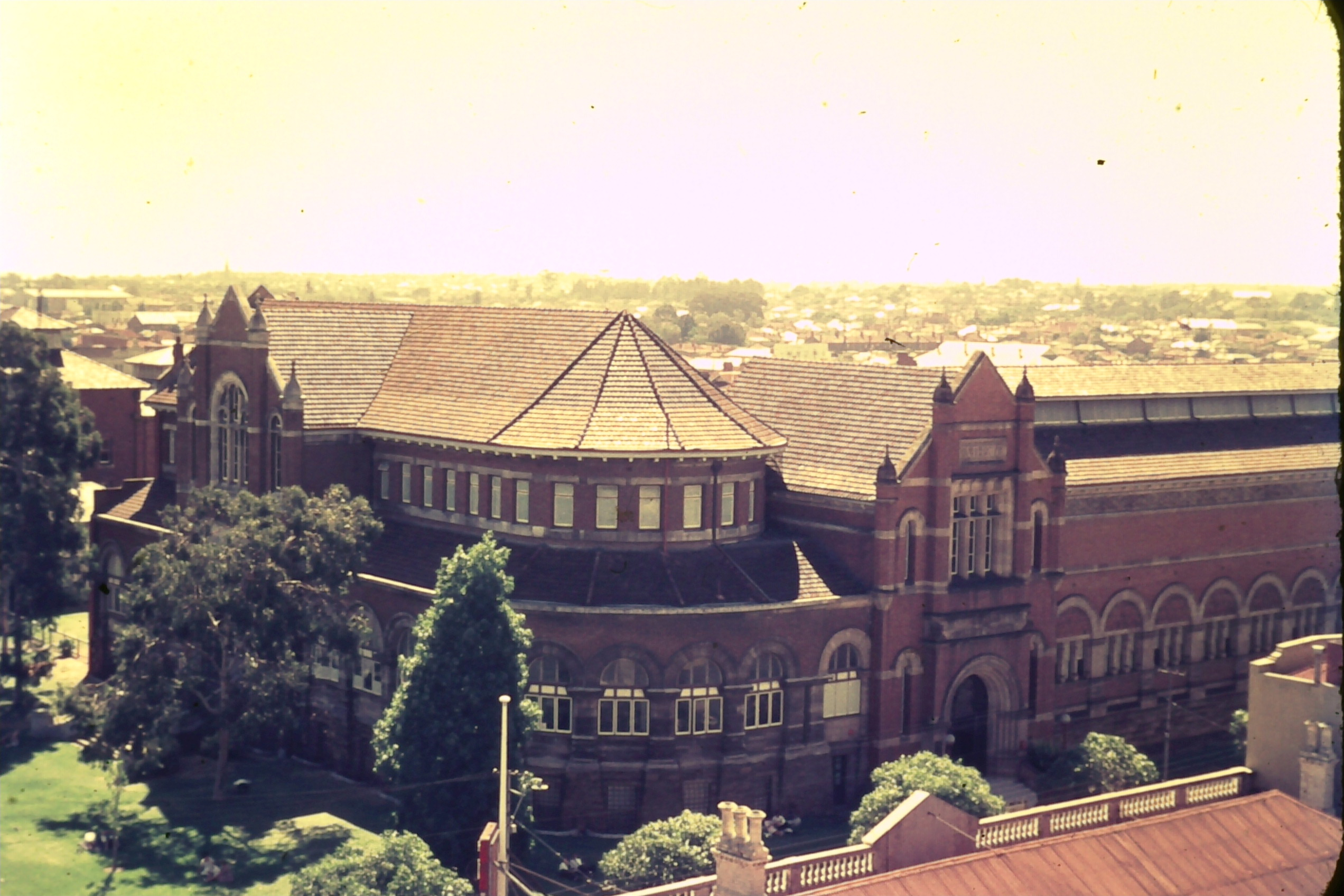
'Jubilee Building' in 1960

Het museum in Perth is het oorspronkelijke museum vanwaaruit het Museum van West-Australië zich verder ontwikkelde. Het werd in 1891 opgericht als het 'Geological Museum' en vond onderdak in de oude gevangenis van Perth. In 1899 werd de 'Jubilee Building' geopend waarin de deelstaatbibliotheek, de kunstgalerie en het Museum van West-Australië werden ondergebracht. Een deel van de oude gevangenis van Perth diende hiervoor te wijken. Vier jaar later verhuisde de deelstaatbibliotheek naar de nieuwe 'Victoria Library' en bleven enkel het museum en de kunstgalerie in de 'Jubilee Building' over. In 1908 verhuisde de kunstgalerie naar de 'Beaufort Street Building'. De 'Victoria Library' breidde in 1913 uit met de 'Hackett Hall'.
In 1972 opende de nieuwe 'Francis Street Building'. De 'Victoria Building' wordt in 1985 afgebroken en de 'Hackett Hall' werd aan het Museum van West-Australië toegevoegd. In 1999 werd tussen de 'Hackett Hall' en de 'Jubilee Building' een glazen inkomhal gebouwd. In 2003 sloot de 'Francis Street Building' de deuren vanwege de aanwezigheid van asbest. Het gebouw werd in 2011 afgebroken.
In februari 2008 kondigde de West-Australische overheid de bouw van een nieuw museumgebouw op de voormalige locatie van de 'East Perth Power Station' aan. Een jaar later schrapte Colin Barnetts regering de plannen. In 2012 besloot de regering tot de bouw van een nieuw museumgebouw in het culturele centrum van Perth, op de locatie van de 'Francis Street Building'.
In november 2020 opende het nieuwe museumcomplex de deuren. Het complex omvat vijf erfgoedgebouwen waaronder de 'Old Perth Goal', de 'Jubilee Building' en de 'Hackett Hall'. Het is drie maal zo groot als het oude museumgebouw. Het museum kreeg ook een nieuwe naam: 'WA Museum Boola Bardip'.

### WA Shipwrecks Museum

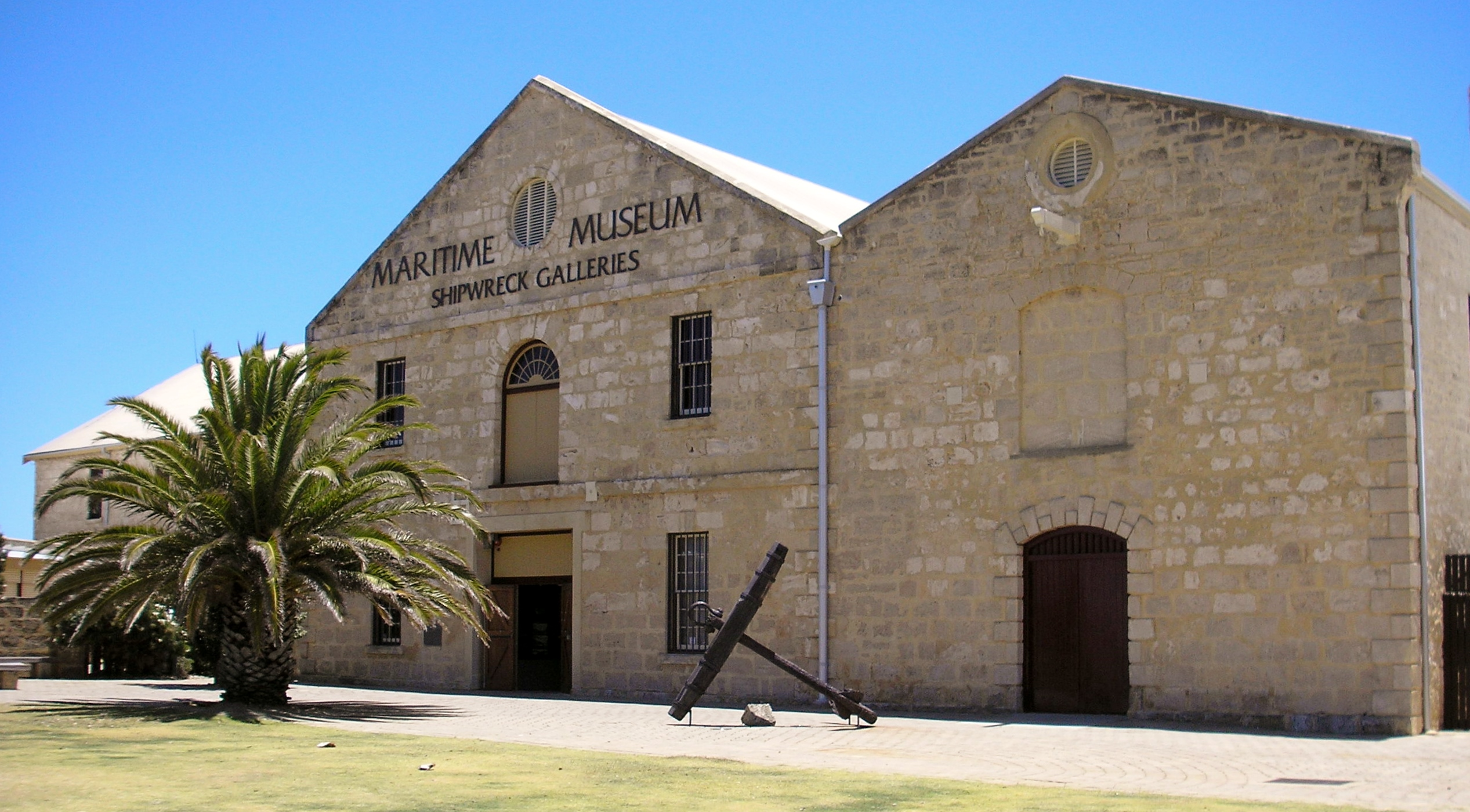
Scheepswrakkenmuseum in Fremantle ('Commissariat Building')

Het scheepswrakkenmuseum is gelegen in' Cliff Street' in Fremantle en huist in de gerenoveerde 'Commissariat Building' uit de jaren 1850. Het biedt onderdak aan honderden overblijfselen van voor de kust van West-Australië vergane schepen.
De gerestaureerde scheepsromp van het in 1629 vergane Nederlandse VOC-schip Batavia kan er worden bezichtigd. Van het in 1872 gezonken stoomschip Xantho staat het motorblok in het museum. Men kan er voorwerpen uit de vergane Nederlandse schepen Zuytdorp, Zeewijk en Vergulde Draeck bekijken.
In 1980 begon het museum op Rottnesteiland met het 'Museum-Without-Walls'-project. Het project biedt toegang tot scheepswrakken langs de West-Australische kust door middel van 'wreck trails' of 'wreck access'-programma's. Een van die programma's is de 'Fremantle Wreck Trail' dat tal van vergane schepen en historische plaatsen aandoet van voor de tijd dat C.Y. O'Connors Fremantles binnenhaven in de monding van de rivier de Swan aanlegde.

### WA Maritime Museum

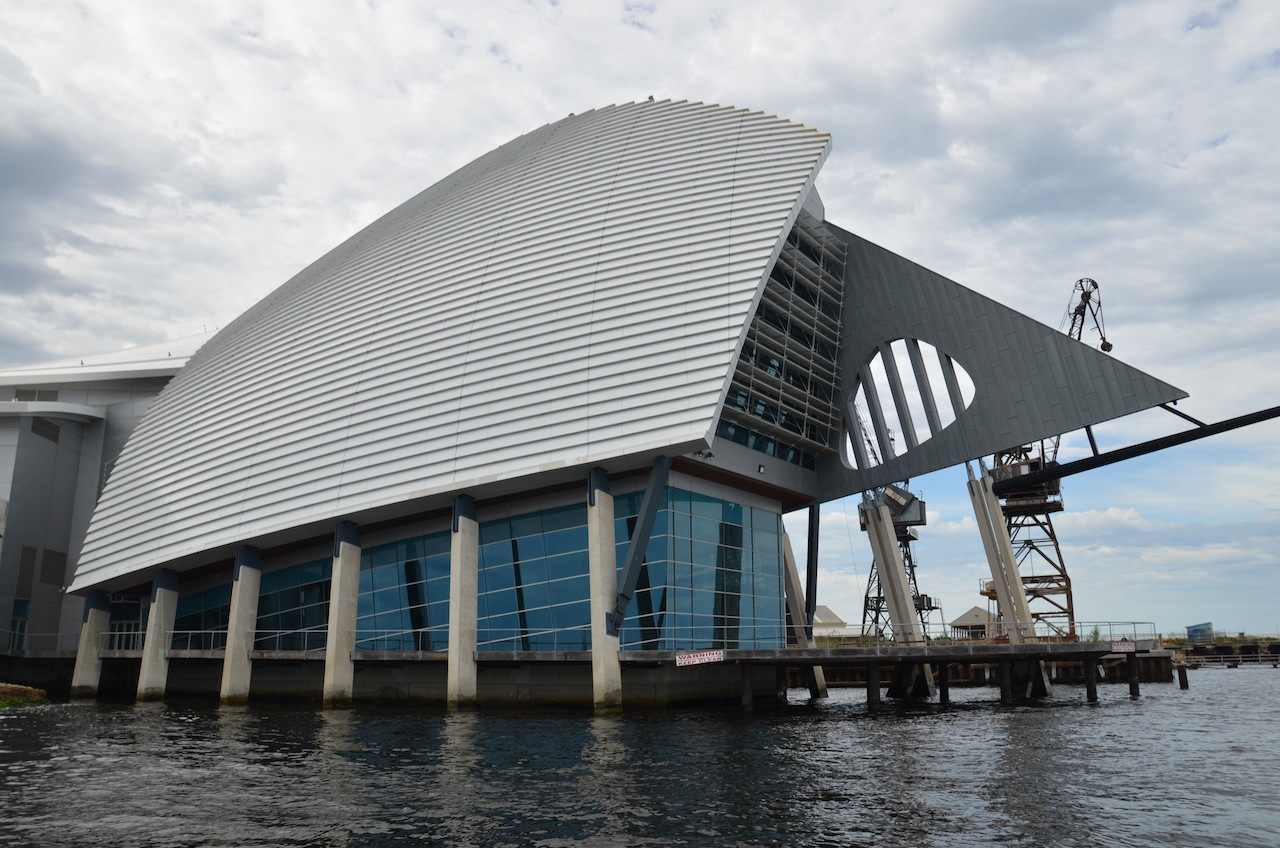
Scheepvaartmuseum in Fremantle

Het scheepvaartmuseum van West-Australië is gelegen aan de 'Victoria Quay' in Fremantle. Het biedt onderdak aan vaste tentoonstellingen over onder meer de rivier de Swan, de Indische Oceaan, zeehandel, de zeemacht en de visserij.
Verscheidene bekende en minder bekende schepen worden er tentoongesteld waaronder de Australia II waarmee in 1983 de America's Cup werd gewonnen, een Oberon-onderzeeboot, de HMAS Ovens en de Parry Endeavour waarmee Jon Sanders in 1987 drie maal rond de aarde voer.
Het museum ligt in de ingang van de binnenhaven van Fremantle. 'Forrest Landing', de kalkstenen zandbank waarlangs de Aborigines de rivier de Swan overstaken, is er zichtbaar. De 'Welcome Walls', een herdenkingsmonument voor migranten, en de scheepshelling waarlangs de onderzeeboten tijdens de Tweede Wereldoorlog werden te water gelaten, bevinden zich ook in de onmiddellijke omgeving van het museum.

### Museum of the Great Southern

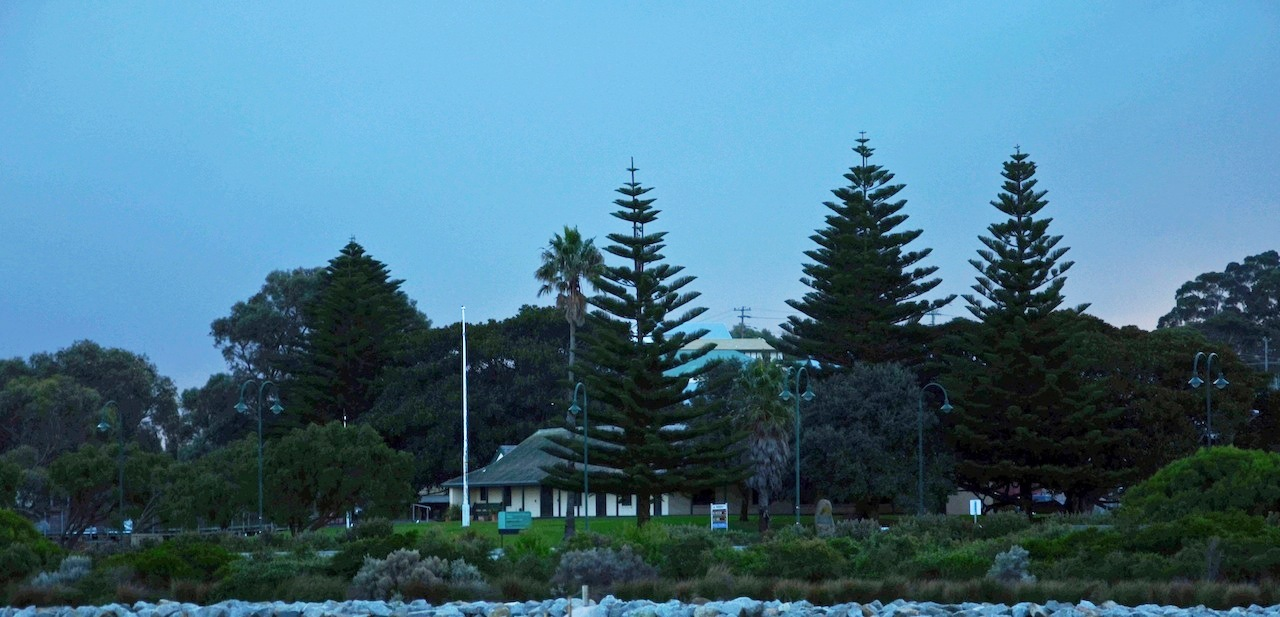
'Residency Museum' in Albany

Het museum in Albany overziet de 'Princess Royal Harbour' en is ondergebracht in de in 2010 gerenoveerde residentie van majoor Edmund Lockyer, de officier die de eerste groep kolonisten leidde die zich in West-Australië vestigde. Het museum behandelt de geschiedenis en cultuur van de Nyungah en de invloed van Mokare ten tijde van de Europese kolonisatie, de geschiedenis van de eerste kolonisten en naar West-Australië overgebrachte Britse gevangenen, alsook het unieke landschap en de flora en fauna van de regio Great Southern.

### Museum of Geraldton

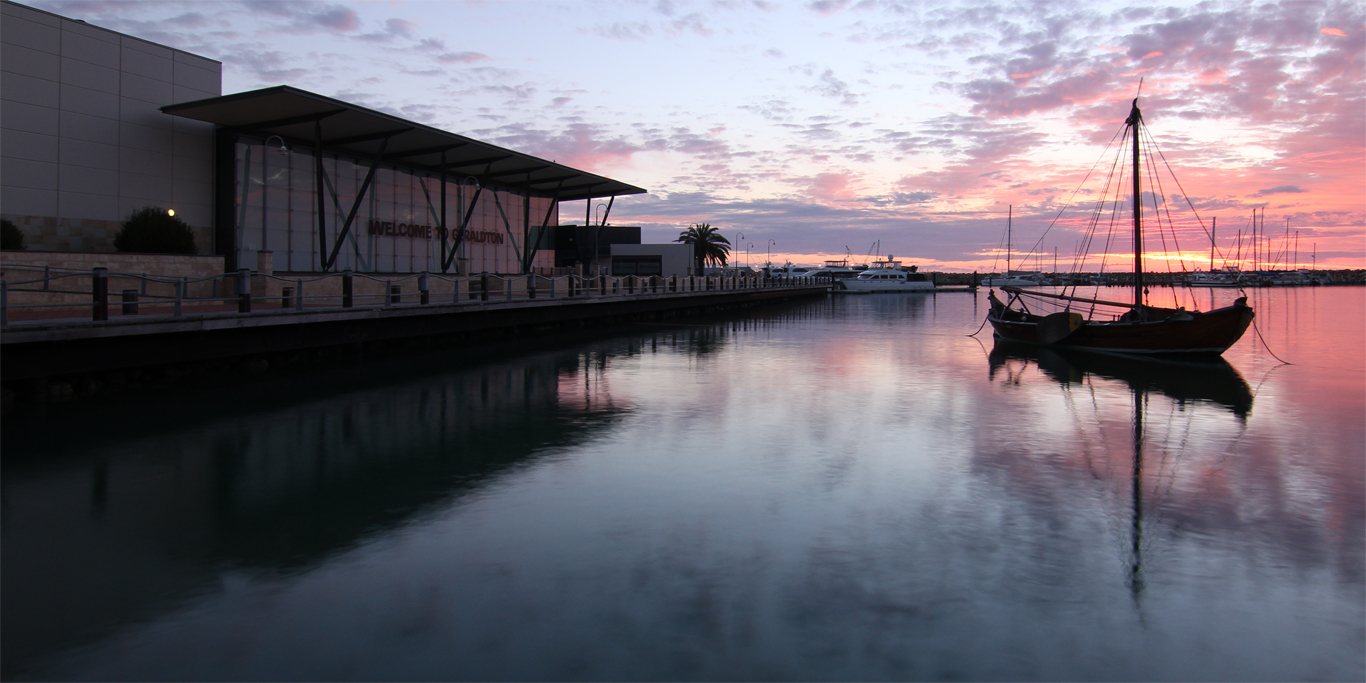
Museum of Geraldton

Het museum in Geraldton overziet de Indische Oceaan. Het behandelt de biodiversiteit in de regio Mid West, de mijn- en landbouwgeschiedenis van de regio, de cultuur en geschiedenis van de Yamaji Aborigines en de verhalen over de vergane Nederlandse schepen.

### Museum of the Goldfields

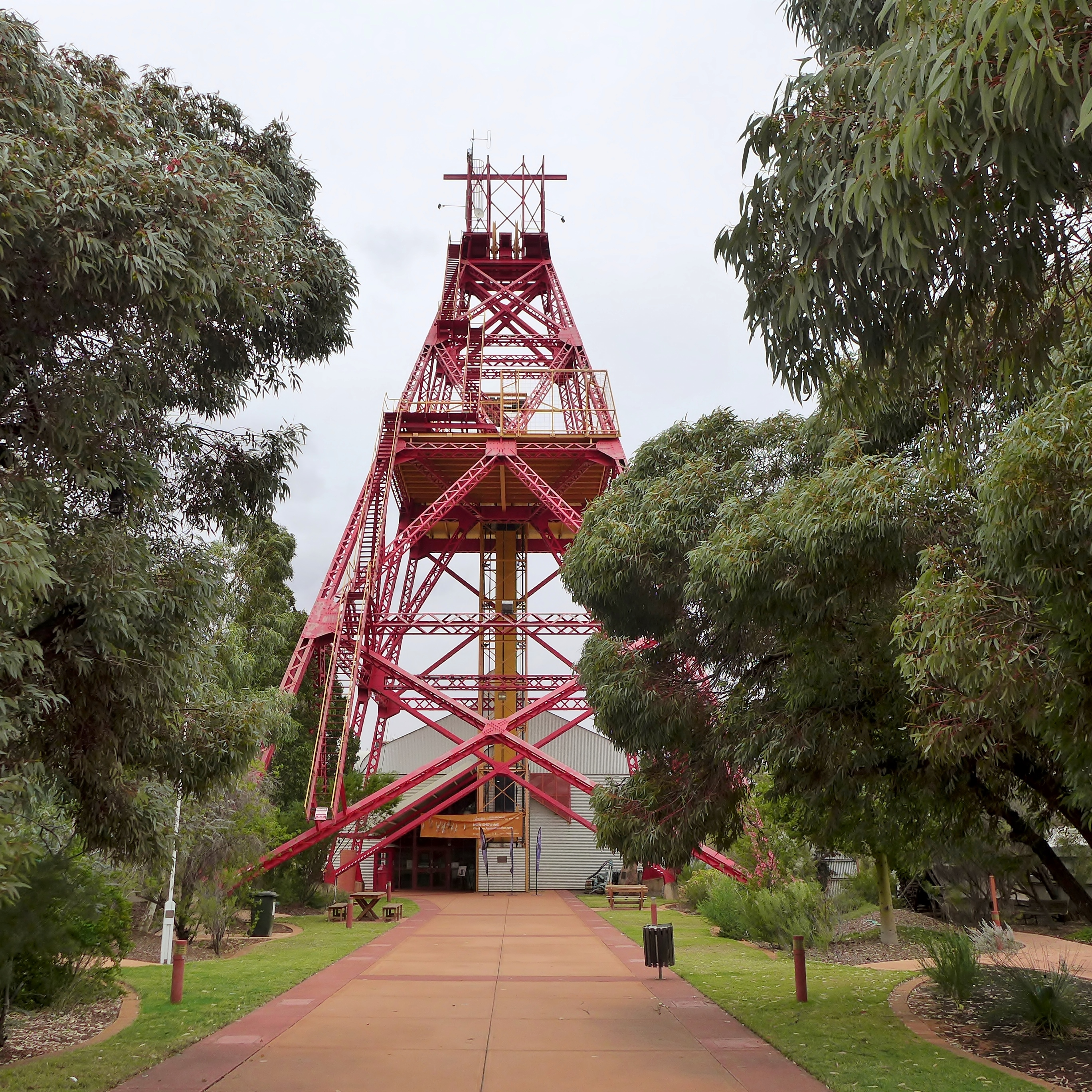
Museum of the Goldfields

Het museum in Kalgoorlie behandelt de geschiedenis van de oostelijke goudvelden en het industrieel erfgoed van de mijnstad Kalgoorlie. Het stelt de grootste collectie goudstaven en goudklompen van West-Australië tentoon. Het laat zien hoe de goudzoekers rond de jaren 1900 te werk gingen en hoe ze met hun families de barre omstandigheden overleefden.

### WA Museum Collections and Research Centre
In het onderzoekscentrum in Kew Street in Welshpool (Perth) wordt een groot deel van de niet tentoongestelde collecties ondergebracht. Het is de arbeidsplaats van de wetenschappers van de onderzoeksdepartementen 'Aquatic Zoology' (waterdieren), 'Terrestrial Zoology' (landdieren), 'Earth & Planetary Sciences' (aard- en planeetkunde), 'Anthropology & Archaeology' (antropologie en archeologie) en 'History' (geschiedenis). De maritieme collecties en onderzoekers van de departementen 'Maritime Archaeology' (maritieme archeologie) en 'Maritime History' (maritieme geschiedenis) vinden echter onderdak in het scheepswrakkenmuseum. De administraties van het museum zijn eveneens in het centrum ondergebracht.

## Publicaties
Sinds 1910 geeft het Museum van West-Australië de Records of the Western Australian Museum uit. Dit is een peerreviewed wetenschappelijk tijdschrift waarin de resultaten van de onderzoeken van de verschillende departementen worden gepubliceerd. Tussen 1910 en 2012 verschenen meer dan 800 artikelen in het tijdschrift, grotendeels na 1975. Alle artikelen kunnen via de website van het museum gedownload worden.
Tussen 1998 en 2005 werd Tracks uitgegeven.
Het museum bracht een aantal catalogi en veldgidsen uit.
Het museum biedt een online collectie aan.